# Riotorto (Piombino)
Riotorto is een plaats (frazione) in de Italiaanse gemeente Piombino.